# Hurrikan Liza (1968)
Hurrikan Liza war der dritte Hurrikan der Pazifischen Hurrikansaison 1968. Er bildete sich am 28. August aus einem Gebiet der Innertropischen Konvergenzzone (ITCZ) und erreichte die Stärke eines tropischen Sturmes am gleichen Tag. Liza mäandrierte in einer westwärts gerichteten Zugbahn über den Pazifischen Ozean und erreichte am 29. August, fernab von der Küste, die Stärke eines Hurrikans. Liza blieb ein Hurrikan bis zum zweiten September, als Liza zu einem tropischen Sturm zurückgestuft wurde. Liza zog nun nach Nordwesten und schwächte sich am vierten September in ein tropisches Tiefdruckgebiet ab. Das System zog nun nach Osten. Es ist möglich, dass Liza eine Schleife vollendete, bevor sich das System am 6. September auflöste.
Obwohl Liza dem Land fernblieb, erreichten die von Liza erzeugten Wellen die Küste Kaliforniens, wo sie in Verbindung mit der Flut Häuser am Ufer gefährdeten, die durch eine vorangegangene Sturmflut geschwächt waren. Der Hurrikan war auch dafür verantwortlich, das hunderte von Schwimmern, die den arbeitsfreien Labor Day zum Schwimmen am Zuma Beach und Newport Beach nutzten, von der Strömung ins Meer hinaus gezogen wurden. Sie wurden von Rettungsschwimmern in Sicherheit gebracht. Die Wellen zerstörten mehrere Badestege in der Nähe von Laguna Beach.

## Sturmverlauf

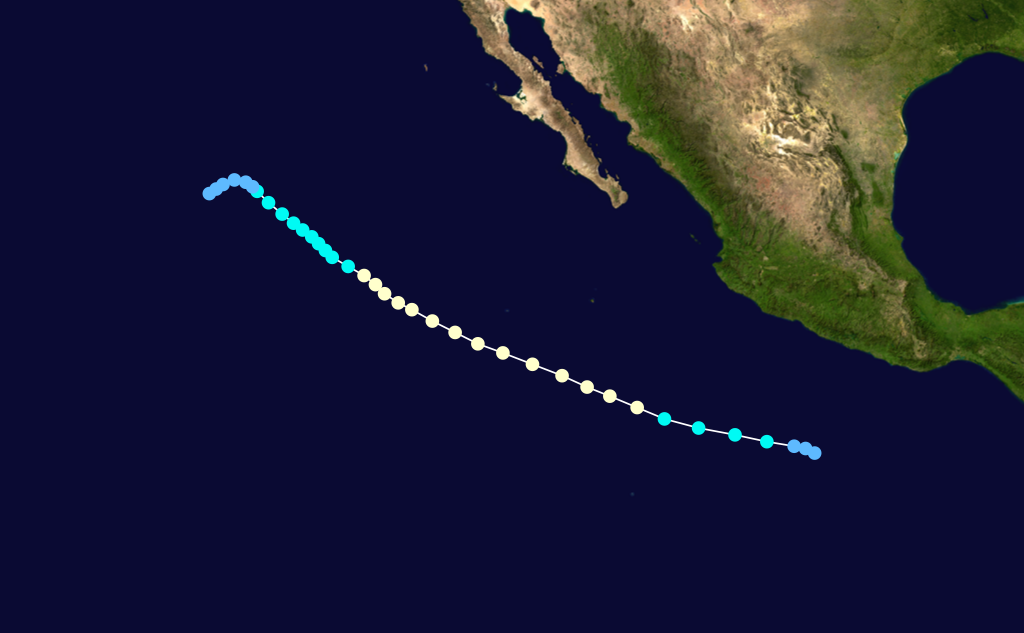
Zugbahn

Im Zeitraum vom 25. August an war die ITCZ in der Nähe der Grenze zwischen Mexiko und Guatemala aktiv. Der Kutter Androscoggin der United States Coast Guard meldete einen Luftdruck von 1010,5 mbar und schwere Gewitter, als das Schiff sich etwa 240 km südlich von Tehuantepec befand. Die Gewitter riefen 2,7 m hohe Wellen hervor. Diese Bedingungen entwickelten sich in einem nordwärts gerichteten Knick der ITCZ, die sich nach Westen bewegte. Vor dem 28. August war auf Satellitenbildern außer einigen Regengebieten keine weitere Entwicklung erkennbar, doch dann begann sich in diesem Bereich plötzlich eine tropische Störung zu entwickeln, die zu Beginn dieses Tages als tropisches Tiefdruckgebiet klassifiziert wurde. Das Tiefdruckgebiet intensivierte sich im Tagesverlauf zum tropischen Sturm, als das Schiff Jag Jawan eine Windgeschwindigkeit von 96 km/h und einen Luftdruck von 1003,2 mbar meldete. Ein anderes Schiff, die Teverya, die sich etwa 95 km weiter nordwestlich befand, meldete eine ähnliche Windgeschwindigkeit, doch mit 998 mbar einen niedrigeren Luftdruck. Dies war der niedrigste während der Existenz des Sturmes tatsächlich gemessene Luftdruck. Satellitenaufnahmen zeigten einen Wirbelkomplex, der aus drei Wolkenmassen und zwei gebogenen Bändern mit Cumulonimbus-Wolken bestand; sie erzeugten alle Cirrus-Ausströmung.
Nachdem der Sturm den Namen Liza erhalten hatte, zog er für 48 Stunden in westnordwestlicher Richtung und erreichte am 29. August Hurrikanstärke. Auf Satellitenbildern war ein Auge erkennbar. Bis zum 1. September hielten sich alle Schiffe aus der Reichweite des Hurrikans, sodass Satellitenaufnahmen die einzige Methode waren, um die Intensität des Sturmes einzuschätzen. Ein ESSA-6-Satellitenbild vom 30. August zeigt ein rundes Auge, das in eine zirkulare dichte Bewölkung eingebettet ist, die sich ihrerseits über fünf Breitengrade hinweg erstreckt. Inflow war in Bändern von Süden her erkennbar, doch große Zonen trockener, wolkenloser Luft  lag im Norden und Westen des Hurrikans. Man geht deswegen davon aus, dass zu diesem Zeitpunkt der Hurrikan seinen Höhepunkt hatte. Am 31. August war die Bewölkung im Zentrum des Hurrikans geschrumpft, doch noch bis zum 1. September behielt der Wirbelsturm seine Intensität bei. Dann begann er sich über kühlerem Wasser aufgrund des kalten Inflow abzuschwächen. Ein namentlich nicht näher bezeichnetes Schiff mit Kurs nach Osten fuhr etwa zu der Zeit nördlich am Zentrum vorbei und meldete eine Windgeschwindigkeit von 135 km/h und eine Wellenhöhe von 12 bis 13,5 m. Die Abschwächung beschleunigte sich, und der Hurrikan verlor seine Cirruskappe, löste sich vom warmen Wasser und stellte das Zentrum frei. Ein Aufklärungsflugzeug der United States Air Force, das am 2. September den Hurrikan untersuchen sollte, stellte fest, dass sich der Hurrikan zu einem tropischen Sturm abgeschwächt hatte, doch der Wetterbeobachter an Bord erwog die Möglichkeit, dass Liza zu dem Zeitpunkt nicht einmal mehr ein tropischer Sturm gewesen sei. Der Sturm löste sich weiter auf und wurde am 4. September zu einem tropischen Tiefdruckgebiet zurückgestuft. Er driftete weiter nach Südwesten, bis er sich am 6. September auflöste.

## Dispute
Es gibt zwei Dispute zwischen dem Joint Typhoon Warning Center (JTWC) sowie den Best-Track-Daten und dem nach der Saison veröffentlichten Bericht zu dem Hurrikan. Der Bericht, den die Environmental Science Services Administration nach der Saison veröffentlichte, wies darauf hin, dass die Meldung des unbenannten Schiffes vom 1. September eingegangen war, nachdem der Sturm bereits zwei Tage kalten Inflow verzeichnete. In dem Bericht wurde deswegen die höchste Windgeschwindigkeit des Hurrikans am 30. August mit 215 km/h bestimmt, was Liza zu einem Kategorie-3-Hurrikan nach der Saffir-Simpson-Hurrikan-Windskala und zum stärksten Hurrikan der Saison machte. Das JTWC und die Best-Track-Daten geben die Spitzenintensität basierend auf der Meldung des Schiffes am 1. September an. Liza war der erste von drei Hurrikanen, von denen man annimmt, dass sie in der Hurrikansaison 1968 die Kategorie 3 erreicht haben. Die beiden anderen waren Pauline und Rebecca.
Der andere Disput betrifft die Zugbahn des Hurrikans, insbesondere zwischen der Abstufung zum tropischen Tiefdruckgebiet und der Auflösung des Systems. Die Best-Track-Daten und der ESSA-Bericht geben beide an, dass Liza während der ganzen Existenz südwestwärts zog. Der Bericht des JTWCs zu Liza weist für den Zeitraum vom 4. bis zum 6. September jedoch eine Schleife aus, die vollständig innerhalb 24° N und 25° N sowie 125° W und 126° W lag. longitude from September 4 to September 6.

## Auswirkungen, Rekorde und Benennung

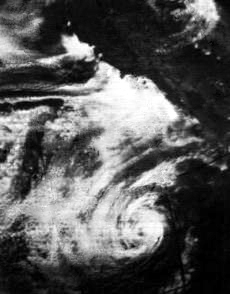
Hurrikan Liza während der raschen Abschwächung am 2. September

Obwohl der Hurrikan während seiner Existenz weitab vom Festland blieb, warnte das United States Weather Bureau davor, dass Liza durch 1,2–1,8 m hohen Sturmflut in Kalifornien Schäden verursachen könnte, da diese mit dem Gezeitenhochwasser zusammentrafen, wobei 1,5 bis drei Meter hohe Brecher auftreten könnten, die über Wellenbrecher und Molen hinweggehen würden und außerdem zu gefährlichen Strömungen an den Stränden führen könnten. Die Behörden in Long Beach behielten die Wellenbrecher im Auge und in Laguna Beach bereiteten sich Rettungsschwimmer auf ein Eingreifen vor, falls sich die Bedingungen verschlechtern würden. In Newport Beach wurde das United States Army Corps of Engineers eingesetzt, um einen Schutzwall aus Steinen und Sand zu errichten, der die Häuser zwischen 41st Street und 46th Street schützen sollte. In West Newport Beach wurde befürchtet, dass der Hurrikan Schäden an der Uferbebauung anrichten könnte, die durch einen Sturm in der Woche zuvor bereits geschwächt war. Es wurde nicht angenommen, dass es außer dem Wellengang zu weiteren Schäden durch den Hurrikan kommen werde, der nach den Worten des Meteorologen Emii Kurtz „viel zu weit weg“ war, um das Wettergeschehen direkt zu beeinflussen.
Am 2. und 3. September erreichten bis zu 3,5 m hohe Wellen die Strände in Südkalifornien, in Los Angeles und Orange County Counties verzeichneten höher werdende Brecher, und in Cabrillo Beach traten an zwei aufeinanderfolgenden Tagen gefährliche Strömungen auf. Wegen des Labor-Day-Wochenendes tummelten sich zahlreiche Menschen an den Stränden, und viele von ihnen beachteten nicht die Aufforderungen, aus dem Wasser zu bleiben. Zahlreiche Schwimmer mussten aus Notlagen gerettet werden, weil sie von den Wellen ins Meer hinaus gespült wurden. Dies betraf am 2. September 47 Schwimmer am Zuma Beach und weitere 261 Personen wurden in Newport gerettet. Auch einen Tag später kam es noch zu solchen Notsituationen. Am El Morro Beach Trailer Park bei Laguna Beach wurden mehrere Badestege durch die Wellen von ihren Fundamenten gerissen, wodurch ein Sachschaden von 5000 US-Dollar (in heutigen Preisen: 39.000 US-Dollar) entstand. Am stärksten wirkte sich Liza in Long Beach aus, wo Treibgut und durch den Wellengang erzeugter Schaum Regenwasserabflusskanäle verstopfte. Entlang des Strandes bildeten sich einige Strandseen, und Wasser aus diesen ergoss sich über einen Parkplatz an der 72nd Street auf den Ocean Boulevard, sodass die Straße zwischen 68th Place und 72nd Place für den Verkehr geschlossen werden musste. Mehrere Gärten wurden ebenfalls überschwemmt, doch es gab keine Meldungen über Schäden an Gebäuden. Die geschwächten Bauwerke in West Newport Beach wurden nicht weiter geschädigt.
Weil der Schaden durch Liza nicht extrem war, wurde der Name nach der Hurrikansaison 1968 nicht von der Liste der Namen tropischer Wirbelstürme gestrichen und wurde auch danach benutzt, bis 1978 eine neue Weise der Vergabe der Namen tropischer Wirbelstürme eingeführt wurde, bei der männliche und weibliche Vornamen abwechselnd verwendet werden. Seitdem befand sich der Name Liza nicht mehr in dieser Schreibweise auf einer der Listen des National Hurricane Centers; in der Schreibweise mit S wird der Name Lisa derzeit im atlantischen Becken verwendet und wurde zuletzt während der atlantischen Hurrikansaison 2010 verwendet. Der Name ist zur Verwendung in der atlantischen Hurrikansaison 2016 vorgesehen.